# جيمي مارين
جيمي مارين (بالإسبانية: Jimmy Marín)‏ (8 أكتوبر 1997 في كوستاريكا - ) هو لاعب كرة قدم كوستاريكي في مركز wide midfielder ‏، شارك في كأس العالم تحت 20 سنة لكرة القدم 2017 وكأس الكونكاكاف الذهبية 2017 و2017 CONCACAF U-20 Championship ‏. وشارك مع منتخب كوستاريكا تحت 20 سنة لكرة القدم. أما مع النوادي، فقد لعب مع ديبورتيفو سابريسا وBelén F.C. ‏ ونادي هيريديانو.

## وصلات خارجية
- جيمي مارين على موقع الاتحاد الدولي (مؤرشف)  (الإنجليزية)
- جيمي مارين على موقع قاعدة بيانات كرة القدم.إي يو (الإنجليزية)
- جيمي مارين على موقع ناشيونال فوتبول تيمز (الإنجليزية)
- جيمي مارين على موقع Soccerway.com (الإنجليزية)
- جيمي مارين على موقع عالم كرة القدم.نت (الإنجليزية)